# Hélène Bezençon
Hélène Bezençon, née à Lausanne le 30 septembre 1960, est une dramaturge et poète vaudoise. 

## Biographie
Elle exerce diverses petits métiers avant de devenir journaliste et écrivain. 
Elle publie d'abord des Mots de passe, texte de trois lignes environ, dans l'hebdomadaire romand Domaine public (1983 à 1985), puis, dès 1984, quelques textes plus longs dans des revues littéraires. Son premier ouvrage publié est une suite d'histoires courtes intitulé Entre autres (1988). Il est suivi d'une fiction Fleurs de peau (1989), puis d'un roman Les confessions d'une mangeuse de lune (1992). 
À l'aise dans des genres aussi divers que le roman, la nouvelle ou l'essai, Hélène Bezençon explore également l'écriture théâtrale. Dans Arrête de rêver, l'étrangère, texte théâtral qui parle de la guerre, cette écrivaine politiquement et socialement engagée parle de la montée de l'extrême droite, de la xénophobie et du racisme dans un style sobre et minimaliste.
En 1995, elle reçoit le Prix Canada-Suisse au salon du livre de Hull (Québec) pour les Confessions d'une mangeuse de lune. Lauréate du Prix Bachelin de littérature 2000, Hélène Bezençon vit à La Chaux-de-Fonds et à Berlin, ville de laquelle est inspiré son roman paru en 2005, Mémoire pendant les travaux.

## Publications
- Entre autres, histoires courtes, L'Aire, Lausanne, 1988
- Fleurs de peau, fictions, L'Aire, Lausanne, 1989
- Les Confessions d'une mangeuse de lune, roman, L'Aire, Vevey, 1992 ; 2e éd. Vents d'Ouest, Hull (Québec), 1995, distribution Zoé
- Pouce, suivi de Arrête de rêver, l'Étrangère : Annemarie Schwarzenbach, une quête, 1929-1942, théâtre, L'Âge d'Homme, Lausanne, 2000
- Mémoire pendant les travaux, récit, AACL, Neuchâtel, 2005 ; 2e éd. Berlin, mémoire pendant les travaux, Éditions de l'Éclat, Paris, 2008.

## Sources
- « Hélène Bezençon », sur la base de données des personnalités vaudoises sur la plateforme « Patrinum » de la Bibliothèque cantonale et universitaire de Lausanne.
- A. Nicollier, H.-Ch. Dahlem, Dictionnaire des écrivains suisses d'expression française, vol. 1, p. 82-83.
- Henri-Charles Dahlem, Sur les pas d'un lecteur heureux guide littéraire de la Suisse, p. 32.
- R. Francillon, Histoire de la littérature en Suisse romande, vol. 4, p. 435